# West Bromwich Albion Football Club 2020-2021
Questa voce raccoglie le informazioni riguardanti il West Bromwich Albion Football Club nelle competizioni ufficiali della stagione 2020-2021.

## Maglie e sponsor
| Casa | Trasferta | Terza maglia |

Sponsor ufficiale: Ideal boilers
Fornitore tecnico: Puma

## Organigramma societario

### Staff tecnico
Organigramma aggiornato al 16 dicembre 2020.
- Allenatore:  Sam Allardyce
- Vice allenatore:  Sammy Lee
- Preparatore portieri:  Gary Walsh
- Direttore medico:  Nick Davies
- Medico prima squadra:  Julian Widdowson
- Fisioterapista:  Richie Rawlins
- Preparatore atletico:  Matt Bickley
- Reclutamento:  Ian Pearce
- Reclutamento giovanili:  Steve Hopcroft
- Settore giovanile:  Richard Stevens

## Rosa
Rosa, numerazione e ruoli, tratti dal sito ufficiale, sono aggiornati al 28 maggio 2021.
| N. |                        | Ruolo | Calciatore                |
| -- | ---------------------- | ----- | ------------------------- |
| 1  | Inghilterra (bandiera) | P     | Sam Johnstone             |
| 2  | Inghilterra (bandiera) | D     | Darnell Furlong           |
| 5  | Inghilterra (bandiera) | D     | Kyle Bartley              |
| 6  | Nigeria (bandiera)     | D     | Semi Ajayi                |
| 7  | Irlanda (bandiera)     | A     | Callum Robinson           |
| 8  | Inghilterra (bandiera) | C     | Jake Livermore (capitano) |
| 10 | Scozia (bandiera)      | C     | Matt Phillips             |
| 11 | Inghilterra (bandiera) | C     | Grady Diangana            |
| 12 | Brasile (bandiera)     | A     | Matheus Pereira           |
| 14 | Inghilterra (bandiera) | D     | Conor Townsend            |

| N. |                                | Ruolo | Calciatore       |
| -- | ------------------------------ | ----- | ---------------- |
| 16 | Inghilterra (bandiera)         | C     | Rekeem Harper    |
| 19 | Saint Kitts e Nevis (bandiera) | C     | Romaine Sawyers  |
| 23 | Scozia (bandiera)              | C     | Robert Snodgrass |
| 24 | Costa d'Avorio (bandiera)      | D     | Cédric Kipré     |
| 25 | Inghilterra (bandiera)         | P     | David Button     |
| 27 | Irlanda (bandiera)             | D     | Dara O'Shea      |
| 29 | Inghilterra (bandiera)         | A     | Karlan Grant     |
| 37 | Inghilterra (bandiera)         | P     | Josh Griffiths   |
| 39 | Inghilterra (bandiera)         | P     | Alex Palmer      |
|    | Inghilterra (bandiera)         | A     | Rayhaan Tulloch  |